# ژیل دلیون
ژیل دلیون (فرانسوی: Gilles Delion‎؛ زادهٔ ۵ اوت ۱۹۶۶) دوچرخه‌سوار اهل فرانسه است.